# Yaybahar

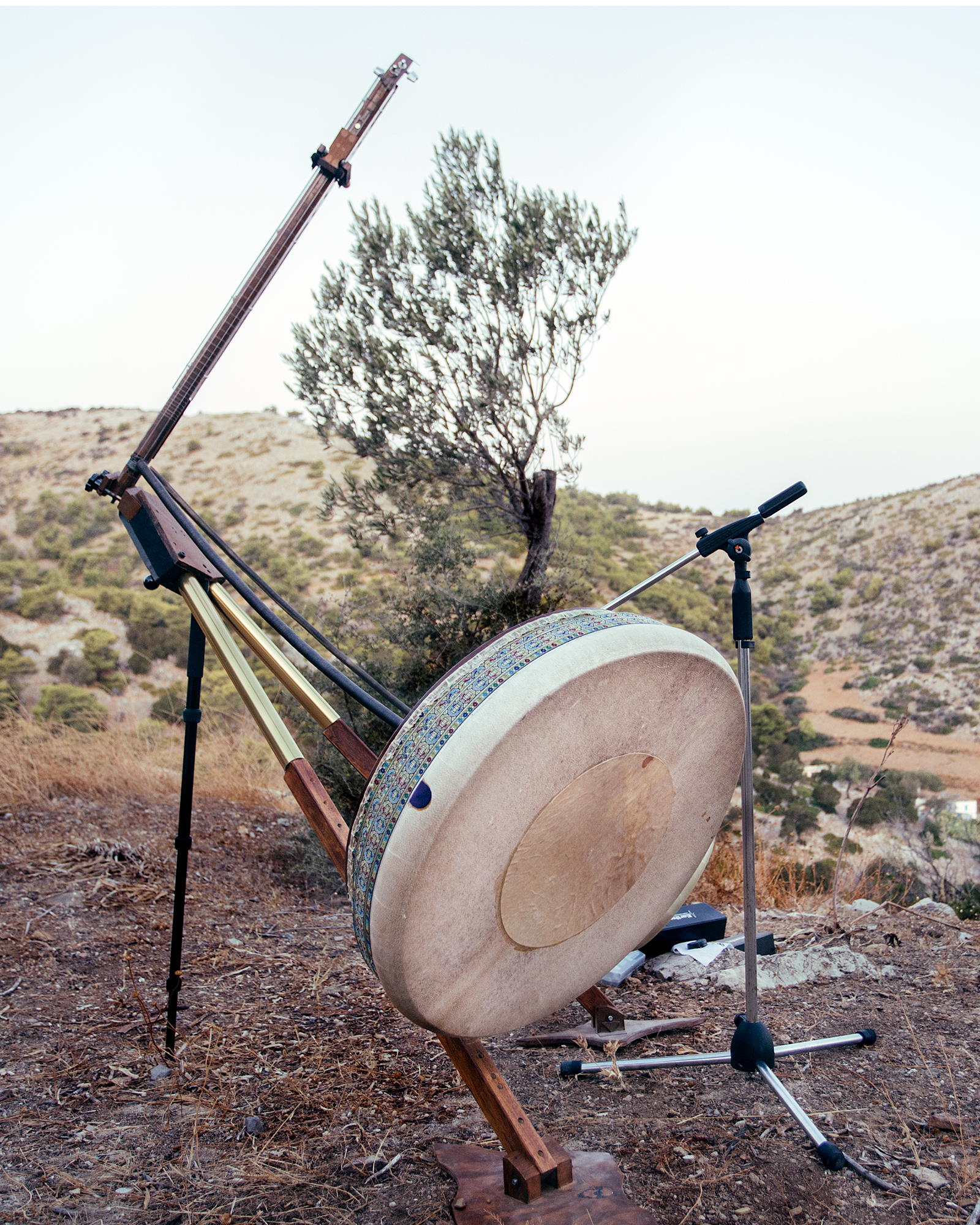
Yaybahar

Das Yaybahar ist ein unterschiedliche Klänge produzierendes Effektinstrument mit zwei Saiten, die wie bei einer Stabzither über einen Saitenträgerstab verlaufen und mit dem Bogen gestrichen oder gezupft werden. Anstelle eines Resonanzkörpers werden die erzeugten Schwingungen über zwei Zugfedern nach dem Prinzip einer Zupftrommel an zwei Membranen, in deren Mitte sie befestigt sind, weitergegeben. Die Membranen dienen der Klangverstärkung und können auch als Trommel direkt angeschlagen werden.

## Bauform
An einem senkrecht stehenden Stab sind vertikal ausgerichtete Saiten befestigt. Mit diesen Saiten verbundene, horizontal ausgerichtete, über zwei Meter lange Zugfedern führen radial vom Stab weg zu senkrecht aufgestellten Membranen. Die Federn dienen als Brückensystem zwischen den vertikalen Saiten und den Resonanzkörpern. Die Saiten können mit einem Bogen gestrichen oder mit der Hand gezupft werden. Der Klang erinnert an von Synthesizern erzeugte Töne. Während Musik primär über das Streichen oder Zupfen der Saiten erzeugt wird, kann der Spieler bei Bedarf auch mit einem geeigneten Gegenstand (zum Beispiel einem Schlägel) die Federn streichen oder die Membrane wie eine Trommel schlagen, was alternative Töne erzeugt. Der Erfinder bezeichnet das Yaybahar als „akustischen Echtzeit-Synthesizer“.

## Herkunft
Das Instrument wurde 2014 vom türkischen Toningenieur und Musiker Görkem Şen vorgestellt. Der Name ist eine Komposition aus dem Türkischen: Yay bedeutet (unter anderem) „Zugfeder“, bahar bedeutet „Frühling“. Die Arbeiten am Instrument hatten etwa sechs Jahre gedauert. Existierende Elemente, deren Klang Şen bei der Entwicklung des Yaybahar im Sinn hatte, waren unter anderem die türkische Längsflöte Ney, das Percussion-Instrument Donnertrommel und das australische Didgeridoo. Ein gewichtiger Teil der Entwicklungsarbeit bestand laut Şen darin, die Konstruktion vom Geräusche erzeugenden Gerät zu einem Instrument, das Töne wiedergibt, weiterzuentwickeln.

## Verwendung
Der Filmkomponist Ian Honeyman (Operation: Endgame, Redline, The Philly Kid) verwendet ein selbstgebautes Yaybahar für einige seiner Soundtracks.